# فيليسيانو مارين دياز
فيليسيانو مارين دياز (بالإسبانية: Feliciano Marín Díaz)‏ هو سياسي مكسيكي، ولد في 8 يونيو 1960 في ولاية مكسيكو في المكسيك. حزبياً، نشط في حزب الثورة الديمقراطية. وقد انتخب عضو مجلس النواب المكسيك.